# Matthias-Grünewald-Gymnasium Würzburg
Das Matthias-Grünewald-Gymnasium Würzburg (MGG; im Jahr 1965 benannt nach dem in Würzburg geborenen Maler Matthias Grünewald) ist ein Gymnasium im Würzburger Stadtteil Frauenland, das einen musischen und einen sprachlichen Zweig anbietet. Angegliedert ist ein Internat. Zudem bildet die Schule als Seminarschule Lehrkräfte in den Fächern Deutsch, Englisch, Geschichte, Geographie, Katholische Religionslehre und Sport weiblich aus.

## Lage
Das Würzburger Matthias-Grünewald-Gymnasium befindet sich in unmittelbarer Nähe der Universität am Wittelsbacherplatz, des Berufsbildungszentrums Franz-Oberthür-Schule und der Goethe-Kepler-Grundschule. Das MGG ist über die öffentlichen Verkehrsmittel mit den Buslinien 6, 10 und 114 erreichbar. Außerdem bestehen Verbindungen zur Zellerau sowie nach Heidingsfeld, Margetshöchheim und Gerbrunn.

## Zweige

### Musischer Zweig
Der musische Zweig setzt Schwerpunkte in der Profilbildung in den Fächern Kunst und Musik. Das Erlernen eines Instrumentes ist Pflicht und wird auch kostenlos an der Schule angeboten. Die Fremdsprachen sind Englisch (als 1. Fremdsprache) und ab der 6. Klasse Latein. Außerdem ist das Erlernen einer spät beginnenden Fremdsprache (Spanisch) möglich. Voraussetzung für den Übertritt ist mindestens die Note 2 im Fach Musik, nicht aber das Spielen eines Instrumentes.

### ExzellenzZweig Musik
Der am 5. Februar 2009 durch den damaligen Kultusminister Ludwig Spaenle eingerichtete „Studienzweig Musik“ ist ein singuläres Projekt des Bayerischen Kultusministeriums ausschließlich an dieser Schule. Im Schuljahr 2018/19 gründete das MGG zusammen mit dem PreCollege der Hochschule für Musik Würzburg das „Zentrum für musikalische Exzellenzförderung Würzburg“. Einhergehend mit dieser Kooperation erfolgte die Umbenennung in „ExzellenzZweig Musik“.
Ziel ist die optimale Förderung musikalisch herausragend begabter Kinder und Jugendlicher. Die Kombination eines musikalischen Fächerangebots auf höchstem Niveau mit einem auf die Bedürfnisse junger Musizierender ausgerichteten Schulumfeld soll dem musikalischen Nachwuchs beste Chancen für eine Karriere im musikalischen Bereich und gleichzeitig den Abschluss einer allgemeinbildenden Schule ermöglichen.
Diesem Würzburger Modell liegt ein dreistufiges Konzept zugrunde:
- das PreCollege der HfM Würzburg für die Spitzentalente;
- der ExzellenzZweig des Gymnasiums, in dem besondere musikalische Talente gefördert werden mit der Option, bei entsprechenden Fortschritten in das PreCollege oder das Vollstudium Musik zu wechseln;
- der musische Zweig des MGG.

Neben intensivem Instrumentalunterricht werden gezielt theoretische Grundlagen (Gehörbildung, Tonsatz) vermittelt. Als weitere Angebote wurden vom Kultusministerium Stunden bereitgestellt für Korrepetition, Nebenfach Klavier und Kammermusik.
Das angegliederte staatliche Internat bietet auswärtigen Schülern Wohn- und Übemöglichkeiten für die Teilnahme am ExzellenzZweig sowie räumliche Nähe zur Musikhochschule Würzburg.

### Sprachlicher Zweig
Die Besonderheit am sprachlichen Zweig ist das Erlernen einer dritten Fremdsprache in der 8. Klasse. Englisch ist wie im musischen Zweig auch die erste Fremdsprache. Als 2. Fremdsprache kann zwischen Latein und Französisch gewählt werden. Die dritte Fremdsprache in der achten Klasse ist verpflichtend Spanisch. Somit wird neben E - L - Sp auch die moderne Sprachenfolge mit Englisch, Französisch und Spanisch angeboten. Auch im sprachlichen Zweig ist das Erlernen einer spät beginnenden Fremdsprache (Italienisch) als Ersatz der ersten oder zweiten Fremdsprache möglich.

### Stipendien der Roland Berger Stiftung
Für Stipendiaten der Roland Berger Stiftung war von 2013 bis 2016 eigens ein naturwissenschaftlich technologischer Zweig mit jeweils einer eigenen Klasse eingerichtet, die mit Erreichen der Oberstufe ausliefen. Seit 2017 werden nur noch Einzelstipendien vergeben.

## Geschichte

### Gebäude

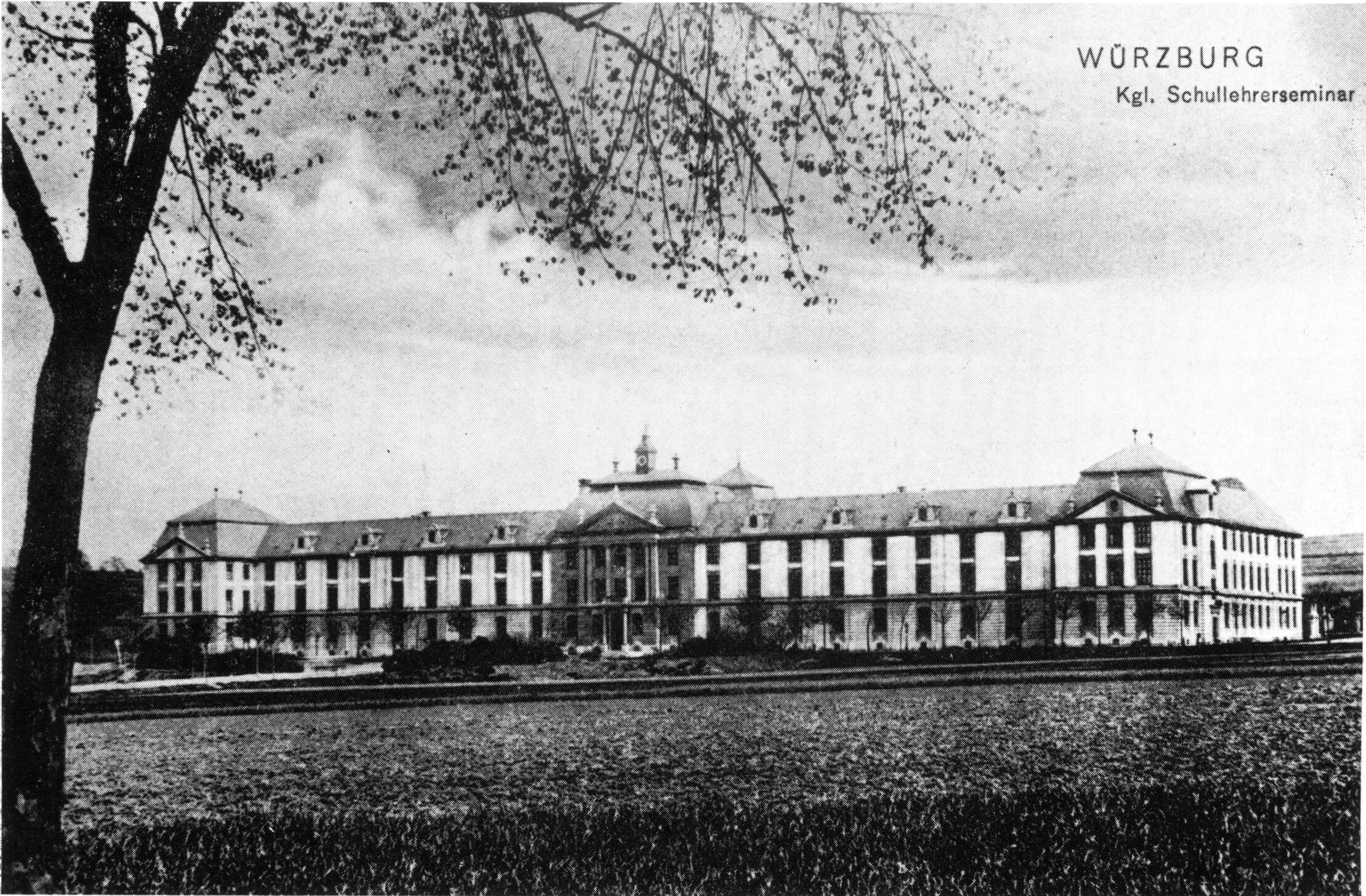
Lehrerbildungsanstalt am Wittelsbacherplatz 1880

Bis 1970 befanden sich Schule und Internat in den Gebäuden der ehemaligen, 1880 erbauten, Lehrerbildungsanstalt am Wittelsbacher Platz, die dort 1955 auszog. Das ab 1953 „Deutsches Gymnasium“ genannte Institut beinhaltete statt einer dritten Fremdsprache eine verstärkte Ausbildung in den Fächern Musik, Kunst und Deutsch und unterschied sich auch darin, dass es erst mit der siebten Klasse begann. Nach einem Umbau nutzte das Stadttheater, heute Mainfranken Theater Würzburg von 1948 bis zum 3. Dezember 1966 die Turnhalle. Mit Beginn des Schuljahres 1970/71 begann der Unterricht am 7. Juli 1970 mit neuer Namensgebung in den neu errichteten Gebäuden am heutigen Standort.

### Sonderlehrgang
Sonderlehrgänge für Spätaussiedler und russische Immigrantinnen und Immigranten waren von 1990 bis 2012 eingerichtet. Diese boten die Möglichkeit, in einem zweijährigen Kurs die allgemeine Hochschulreife bzw. Fachhochschulreife zu erwerben und so ein Studium zu ermöglichen. Ein Stipendium zum Besuch des Kurses wurde im Regelfall von der Otto Benecke Stiftung teilübernommen.

## Architektur und Einrichtung

### Musik
Der Fachschaft Musik steht das gesamte 4. Stockwerk zur Verfügung. Dort befinden sich ein großer und ein kleiner Musiksaal sowie ein Kammermusikraum, die einzeln oder gemeinsam auch als Aufnahmeräume für ein in der gleichen Etage befindliches semiprofessionelles Tonstudio dienen können. Die restlichen Räume sind mit Klavieren bestückt, sodass diese sowohl für Instrumentalunterricht als auch für Schülerinnen und Schüler zum Üben zur Verfügung stehen. Die Schule verfügt über drei Orgeln, die für Konzerte, aber auch zum Üben genutzt werden können.

### Internat und Tagesheim

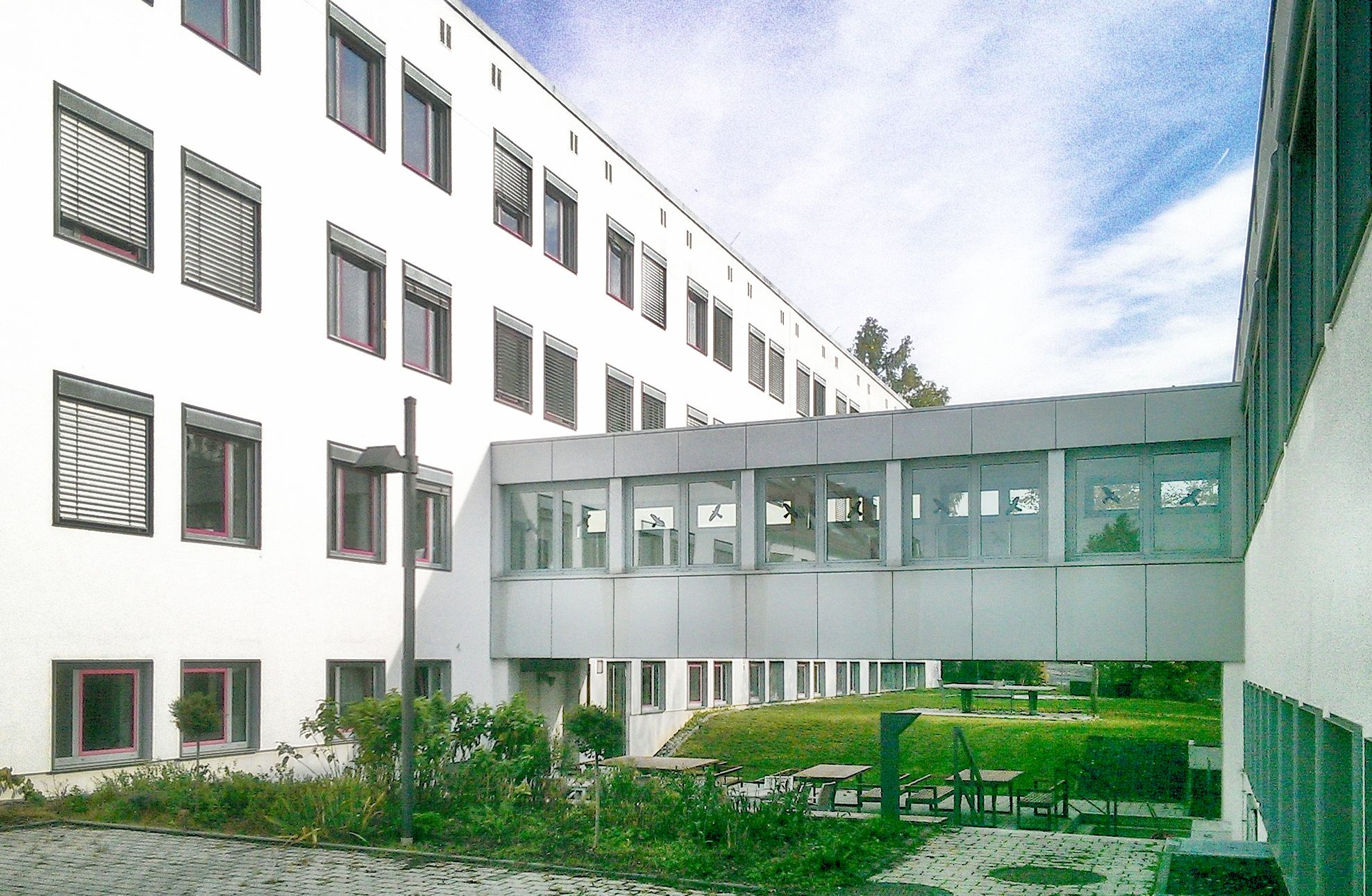
MGG-Internat: Blick auf das Wohngebäude, rechts das Wirtschaftsgebäude

Das MGG führt sowohl ein Internat als auch ein Tagesinternat. Verpflegung wird in der schuleigenen Mensa für alle Schüler angeboten.

### Neubau und Sanierung
Im Rahmen der IZBB-Förderung erhielt die Schule neue Gebäude: einen dreigeschossigen Anbau mit neuen Klassenzimmern, Arbeits-, Förder- und Computerräumen, eine Bücherei sowie zusätzlich einen Aufenthaltsraum. Diese wurden Ende Oktober 2008 vom Sachaufwandsträger, dem Freistaat Bayern, der Schulfamilie offiziell übergeben. Alle übrigen Gebäude der Schule wurden saniert und modernisiert. Dazu gehören auch die Ausstattung mit Internet und Beamern in allen Klassenzimmern sowie die Neugestaltung der Fachräume.

### Barrierefreiheit
Die gesamte Schule ist barrierefrei erschlossen. Dazu gehören in Schulhaus und Internat insgesamt drei Aufzüge. Auch alle Zugänge sind ohne Hindernisse passierbar. Neben entsprechenden sanitären Einrichtungen in allen Gebäudeteilen gibt es im Internat auch einen barrierefreien Wohnraum im Erdgeschoss.

### Sicherheit
In jedem Raum von Schule und Internat gibt es ein Telefon, in mehreren öffentlich zugänglichen Bereichen (Eingänge, Treppenhäuser) zusätzliche Notruftelefone mit direkter Wahlverbindung zur „112“. Alle Klassenzimmer sind mit Türspion (innen) und Türknauf (außen) ausgestattet. Ein Wegweiser- und Farbsystem gewährleistet die Orientierung im Haus.

### Umweltschutz
- Wärmedämmung
- Dachbegrünung auf „Flügelsaal“ und „GT-8-Anbau“
- Photovoltaik auf „Klassentrakt“ und „Wirtschaftsgebäude“
- Blockheizkraftwerk (BHKW)
- Heizung mit Pellets
- Wärmerückgewinnung

## Besonderheiten

### Partnerschaften
- St. Kilian’s Community School, Ballywaltrim, Bray (Irland), seit 1982
- Lycée Sainte-Marie, Caen (Frankreich), seit 1983
- Liceo Scientifico Statale, Catania (Italien), seit 2008

### Alumni Grünewald
Die Alumni Grünewald e. V. sind eine Vereinigung ehemaliger Schülerinnen und Schüler des MGG. Die Vereinsgründung erfolgte am 26. Mai 2009. Hier wurde auch der frühere Schulleiter Heinrich Pleticha zum ersten Ehrenmitglied ernannt. Der Verein unterstützt die Schule durch eigene Projekte und honoriert Schülerleistungen mit Ehrenpreisen. Zudem informiert er regelmäßig per Mail über Veranstaltungen der Schule.

### Hauszeitung
Seit dem Schuljahr 2001/2002 erscheint mit jährlich fünf Ausgaben die Hauszeitung MGGaktuell, mit der die Schulgemeinschaft alle wichtigen Termine und Informationen über den Schulalltag erhält. Ursprünglich auf doppelseitigem, gefaltetem DIN-A3-Format streng dreispaltig konzipiert, entwickelte sich das anfangs nüchterne Format im Lauf der Jahre über eine gemischte Zweispaltigkeit hin zum Layout eines Magazins. Neben der Zunahme des Umfangs (bis zu 32 Seiten) bestechen zuletzt vor allem der durchgehende Farbdruck und die optisch wie inhaltlich umfassende und ansprechende Gestaltung.

### Flügelsaal
Unmittelbar gegenüber dem Haupteingang befindet sich der sogenannte „Flügelsaal“. Dieser Raum wurde im Rahmen der IZBB-Gesamtsanierung der Schule 2008 als Aufenthalts- und Veranstaltungsraum neu erbaut. Seinen Namen verdankt der Raum seiner Form, die der des namensgleichen Musikinstrumentes nachempfunden wurde. Ausgestattet ist er mit komplexer Vortrags-, Licht- und Verdunklungstechnik, bietet aber auch für Kammerkonzerte oder kleine Theateraufführungen eine hervorragende Akustik. Technische Besonderheiten sind eine induktive Höranlage für Hörgerätetragende sowie Audio-Übertragungsmöglichkeit in die ELA-Anlage der Schule.

### Tonstudio

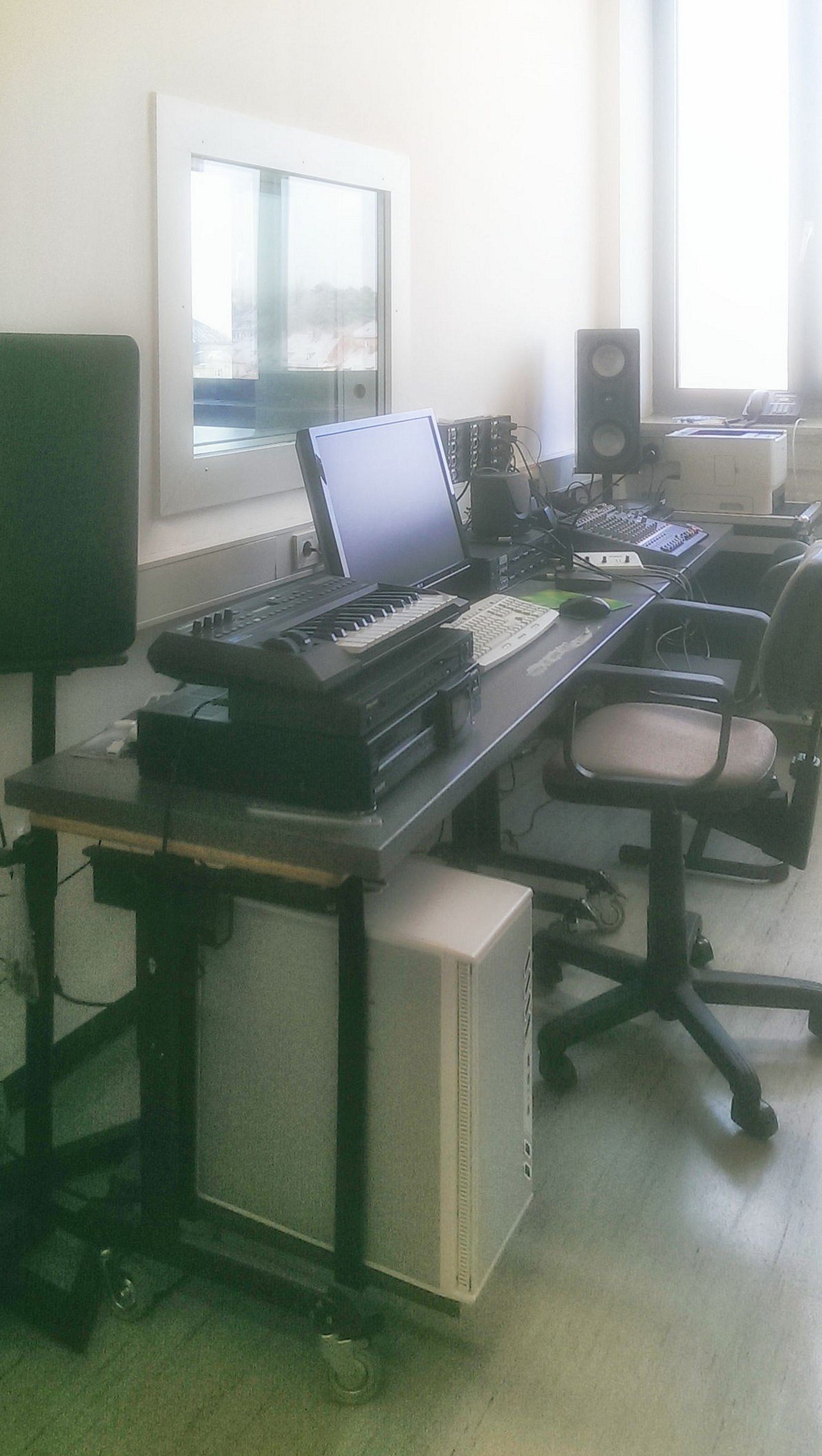
Tonstudio: Regieraum

Seit 2010 verfügt die Schule über eine eigene Tonstudio-Einrichtung. Einer der Klavier-Überäume wurde zum akustikgedämmten Regieraum umgebaut und ein schalldichtes Sichtfenster zum benachbarten Kammermusikraum eingesetzt. Dieser sowie die weiter entfernt liegenden beiden Musiksäle sind durch Multicores und entsprechende XLR-Steckfelder angebunden. Zur technischen Ausstattung gehören neben einem Computer und professioneller Aufnahmesoftware mehrere analoge und digitale Mischpulte sowie eine umfangreiche Sammlung von Mikrofonen, Kabeln und Adaptern. Unter anderem entstanden dort die CDs „Sechs Jahreszeiten“ und „KILIAN – Messe zu Ehren des Frankenapostels“.

### Bühneneinrichtung
Im Zuge der Gebäudesanierung wurden sowohl die Veranstaltungs-Turnhalle sowie die Bühne im Internat mit umfangreicher Licht- und ELA-Technik im Sinne einer Klein- oder Mittelbühne ausgestattet. Dazu gehören neben jeweils 24-kanaligen Dimmerkoffern eine passende DMX-Steuerung sowie eine ausführliche Verkabelung zu mehreren Steckplätzen im Raum. Zusätzlich verfügt die Turnhalle über einen Prospektzug mit elektrischem Antrieb, sowie über Traversen zur Gestaltung einer Raumhälfte als Spielfläche für Tanz-, Konzert- oder Theateraufführungen.

### Ballettsaal
Im Erdgeschoss des Klassentraktes gibt es einen Ballettsaal, ausgestattet mit einer Spiegelwand, Ballettstangen, AV-Anlage und einem speziellen Sportboden. Die Nutzung erfolgt primär durch Tanzgruppen der Schule, kann aber auch im Rahmen des Klassenunterrichts für Bewegungs- oder Meditationsphasen verwendet werden.

### Johann-Nepomuk-Neumann-Kapelle
Im Untergeschoss des Internats befindet sich eine konsekrierte Kapelle, die nach dem heiligen Johann Nepomuk Neumann benannt ist. Ein „rector ecclesiae“ ist ernannt. Der Raum war im Zuge des Schulneubaus 1967–1970 ursprünglich als Garage geplant, was zugunsten des jetzigen Sakralraumes jedoch damals verworfen wurde. Neben originalen großflächigen Buntglasfenstern gehören zwei Bronzereliefs „musizierende Engel“ und eine dreimanualige Orgel zur Ausstattung. Die Sitzbänke gruppieren sich in drei halbkreisförmigen Segmentreihen um den in Silbermetallic gestalteten Altar im Mittelpunkt, wozu Boden und Wände in schwarzem Naturstein einen wirkungsvollen Kontrast bilden. 2015 wurde der Raum neu renoviert und eine neue Sakristei eingerichtet.
Für einzelne Werke der bildenden Kunst, die das Bistum Würzburg als Leihgaben zur Verfügung stellt, bietet der Raum ein wirkungsvolles Ambiente.

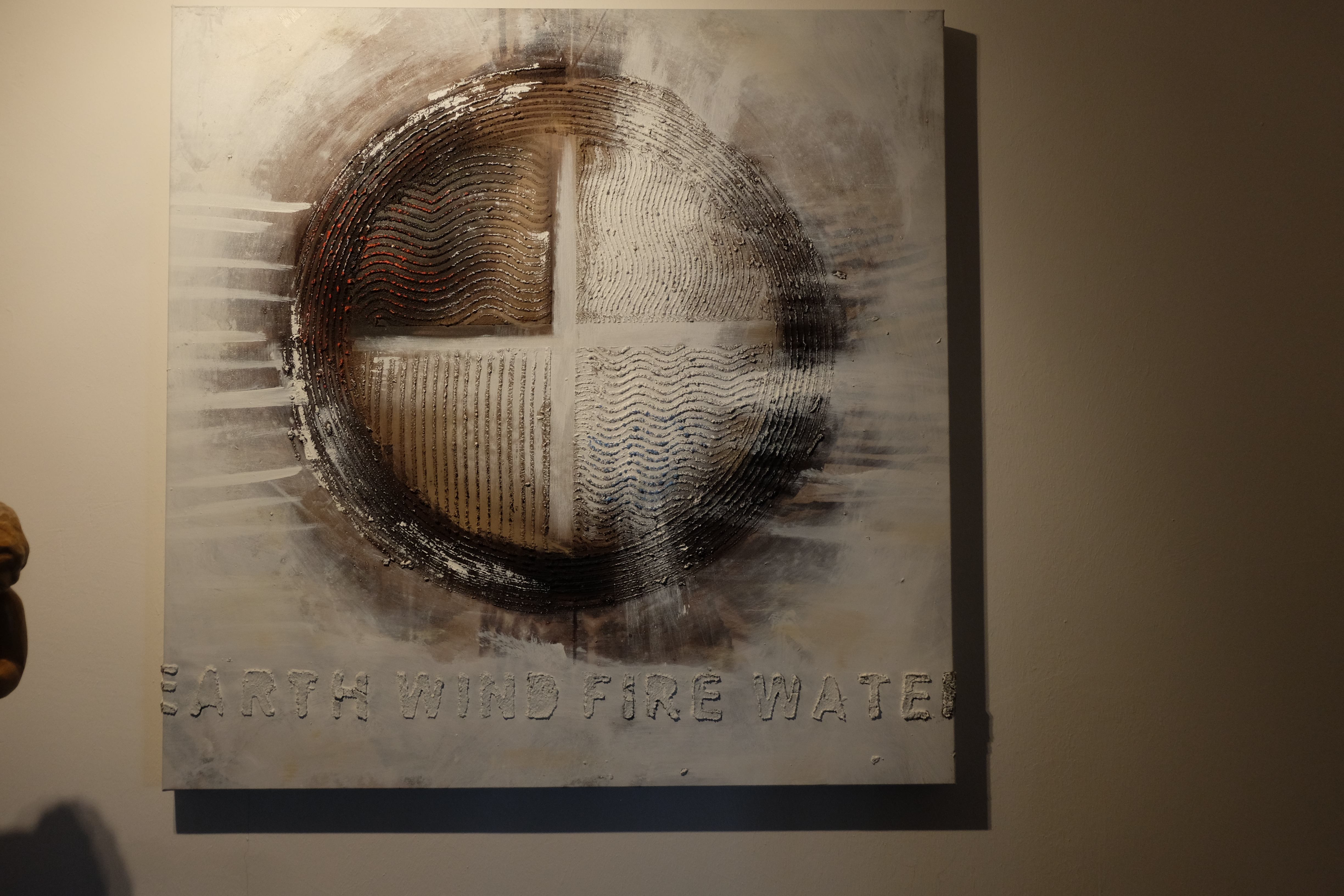
Eingangsbereich Kapelle
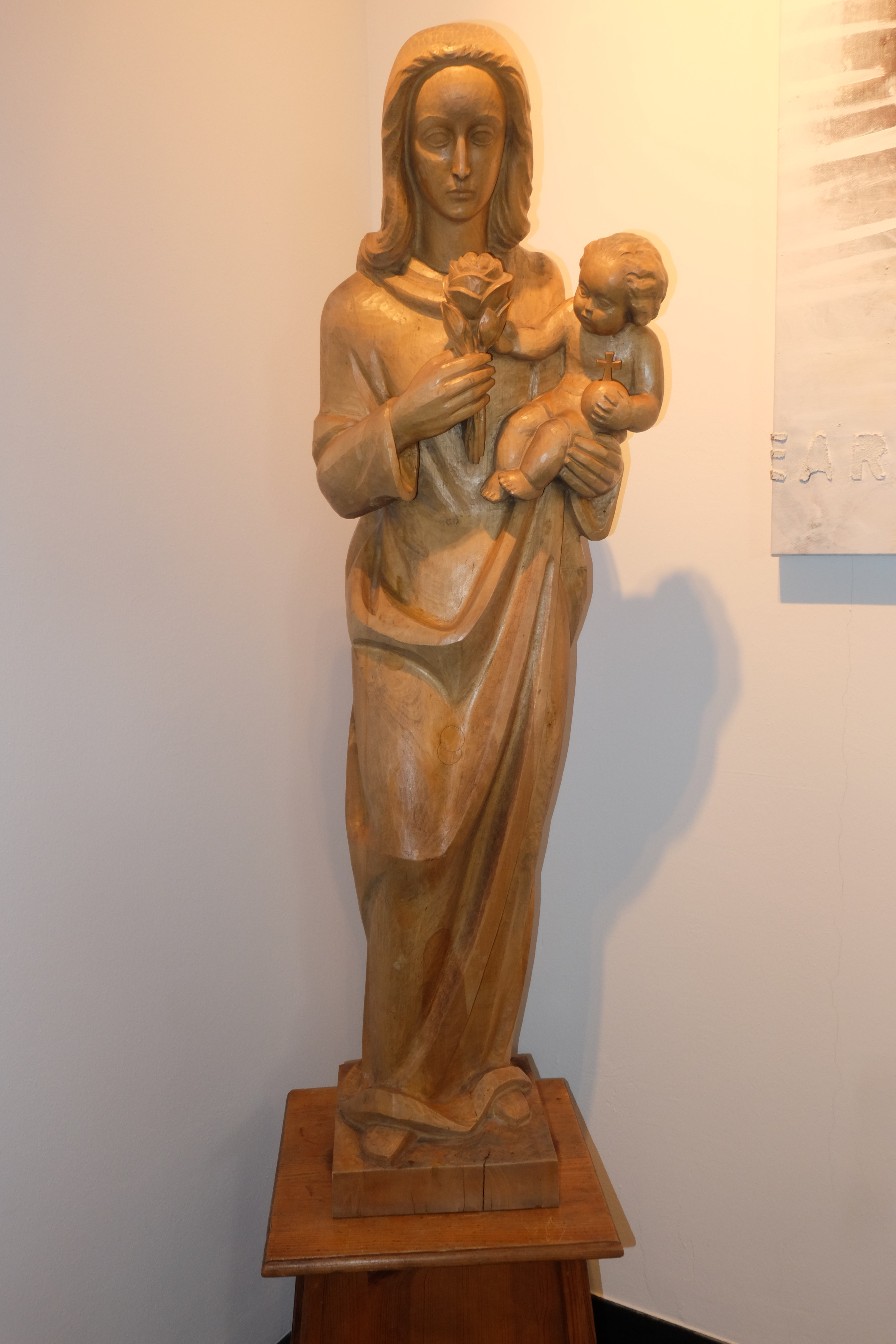
Madonna im Eingangsbereich
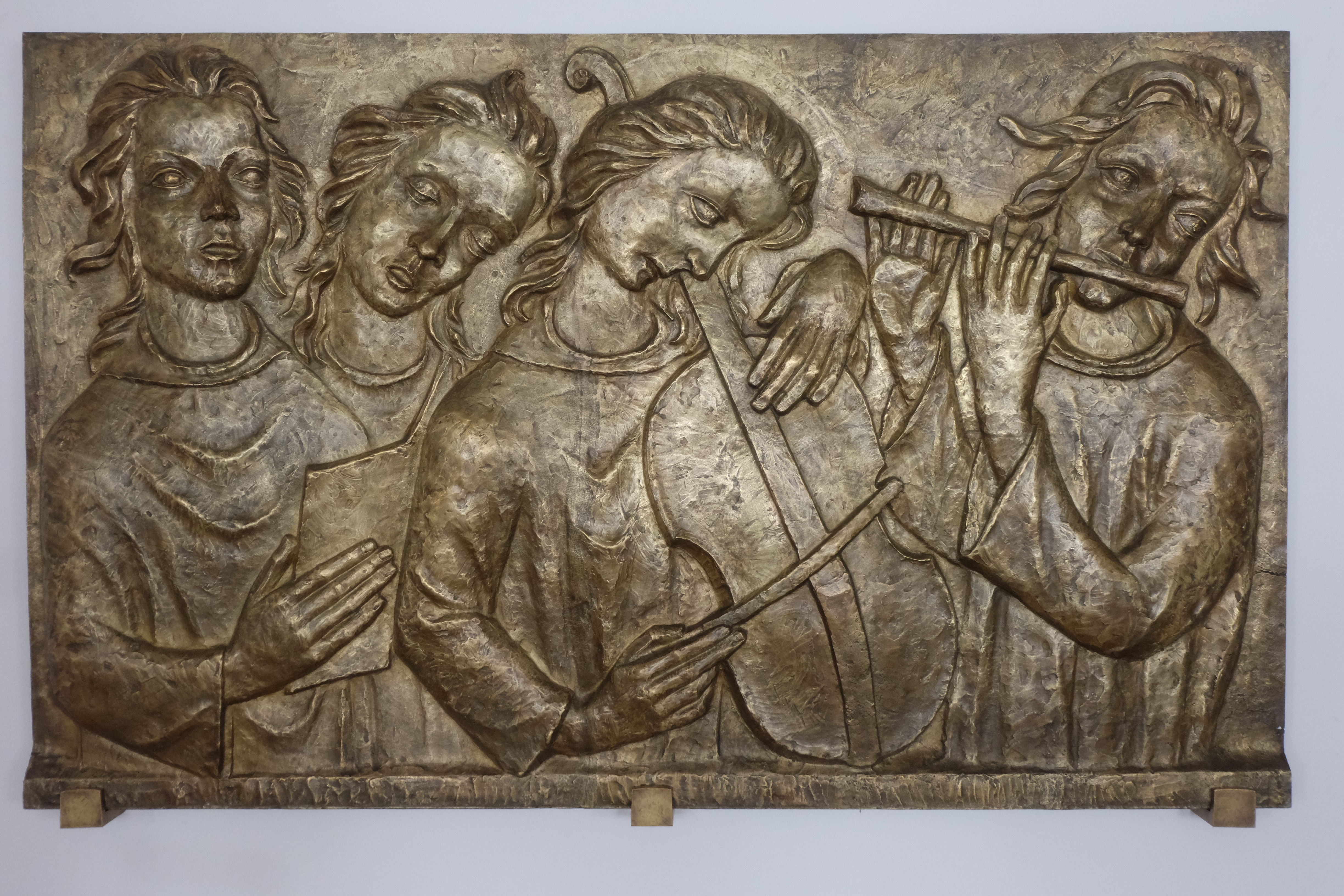
Engelkonzert in Bronze links (Josef Amberg 1950)
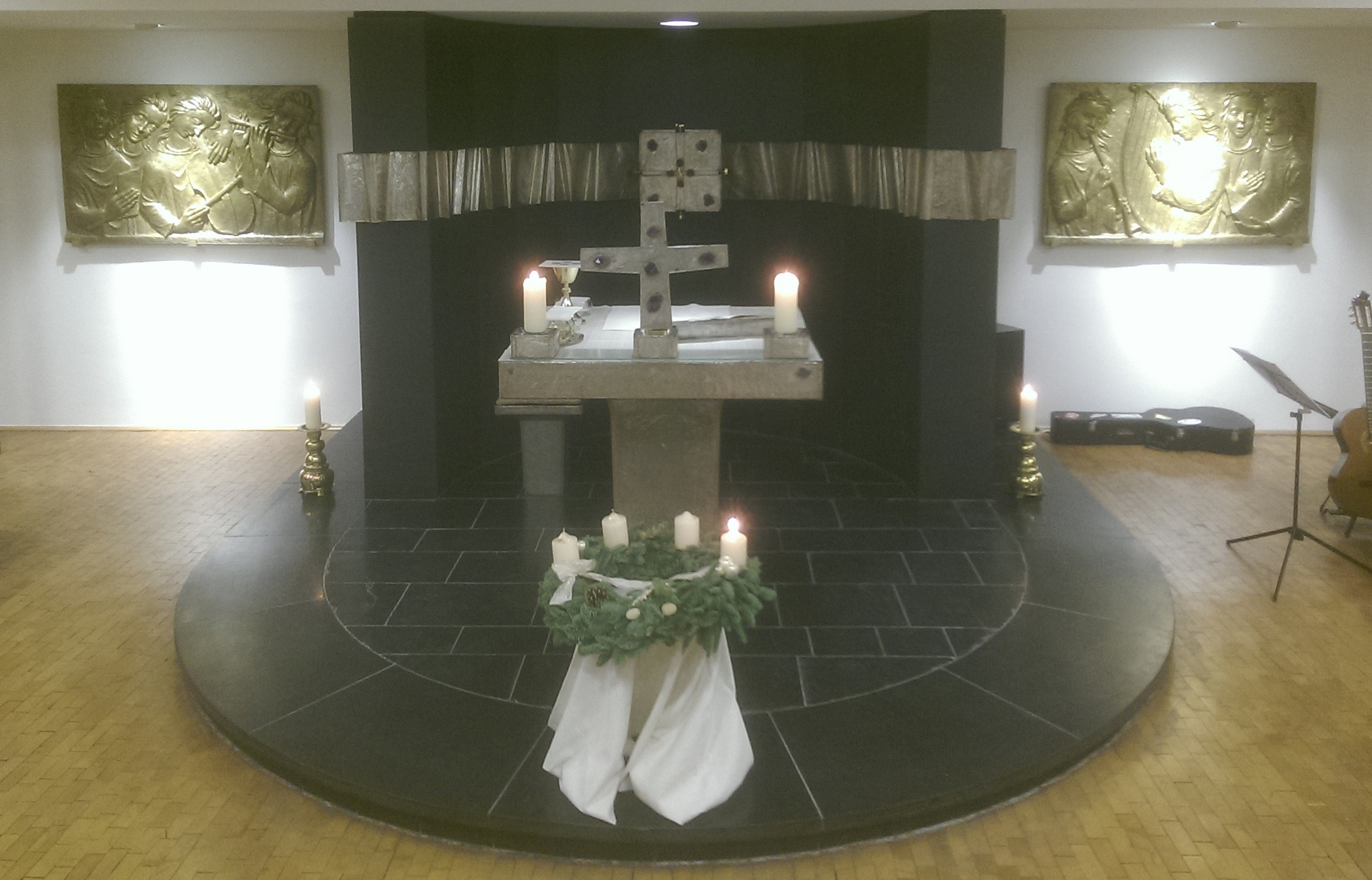
Altar im Mittelpunkt
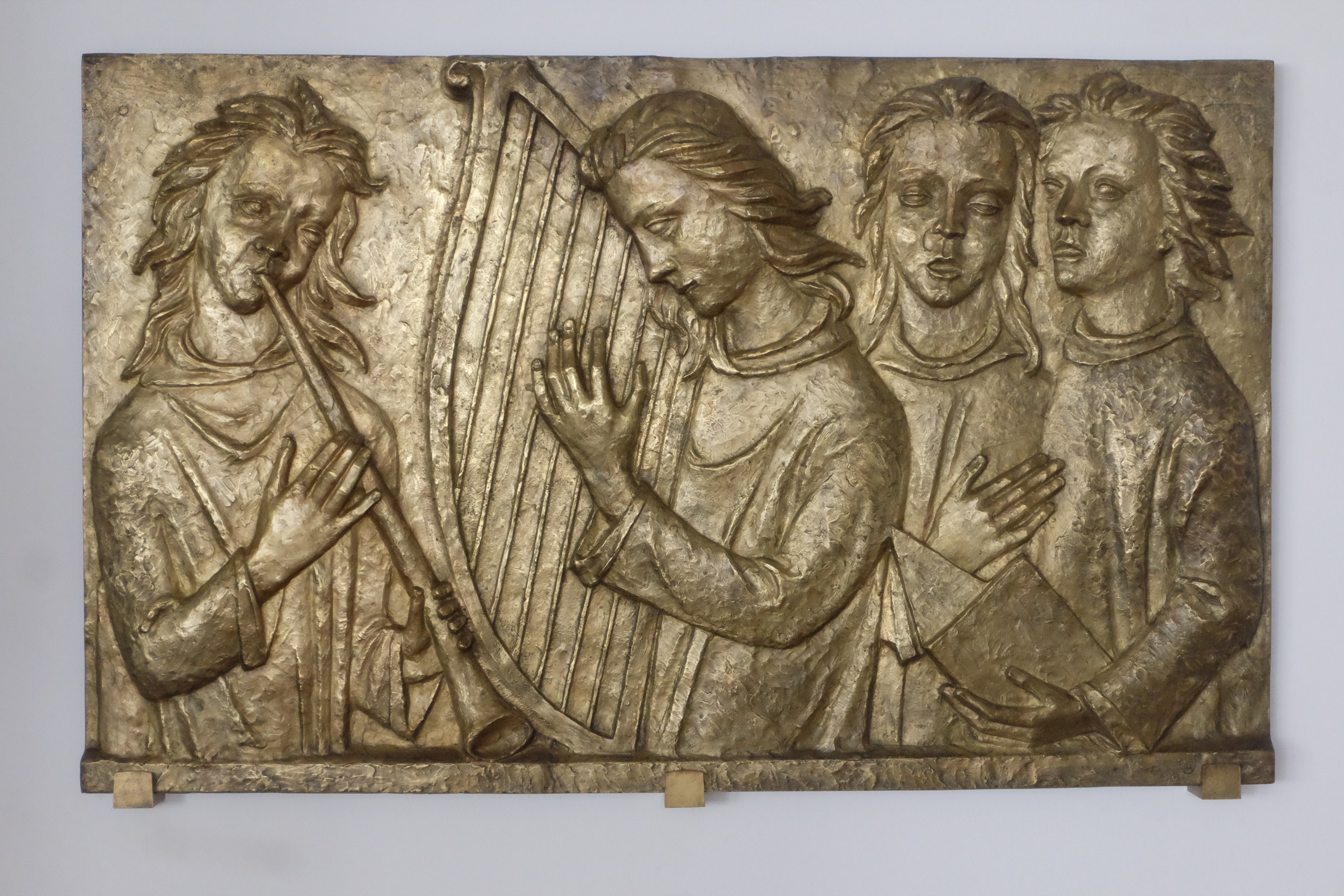
Engelkonzert in Bronze rechts (Josef Amberg 1950)
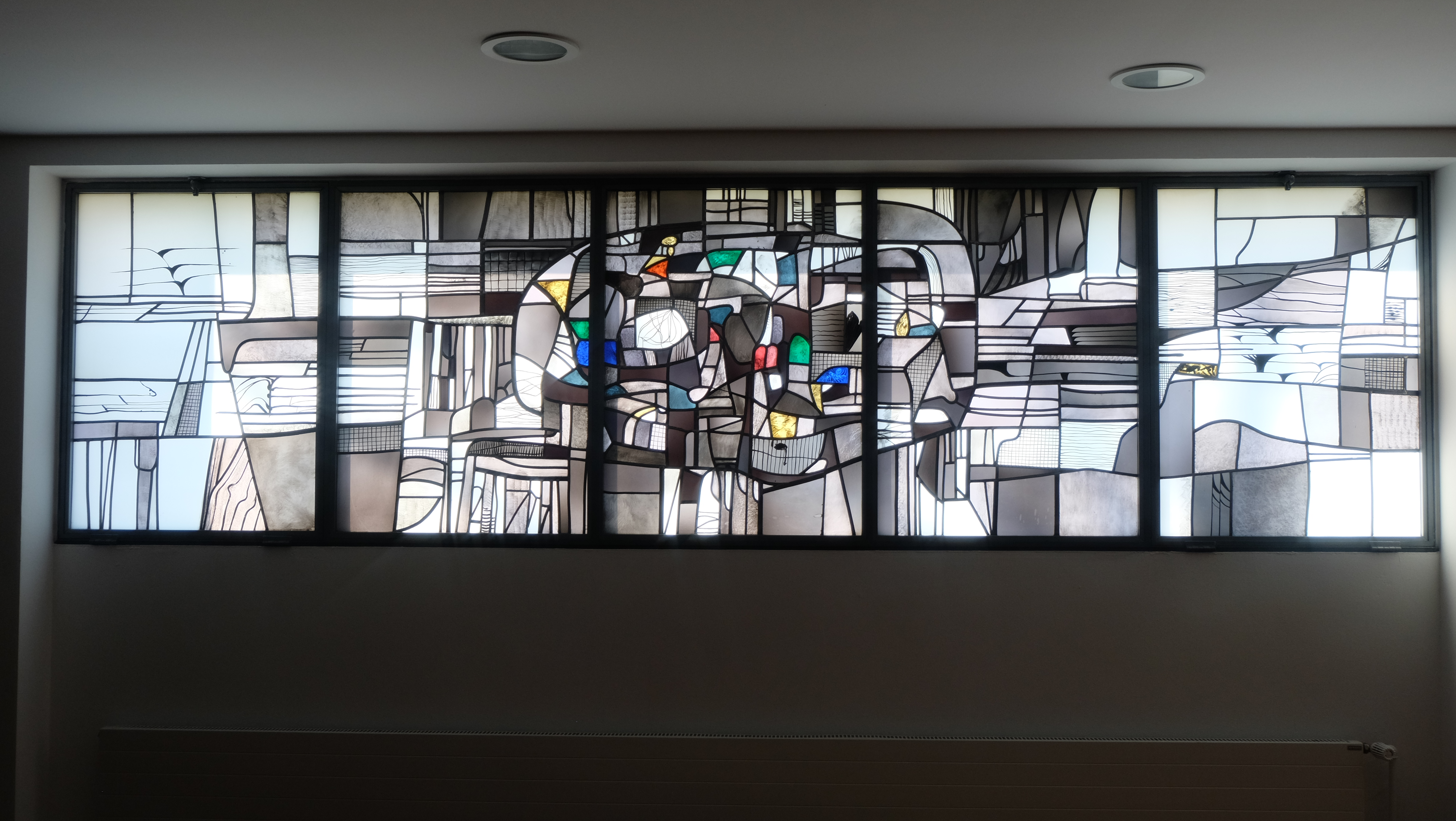
Glasfenster Kapelle
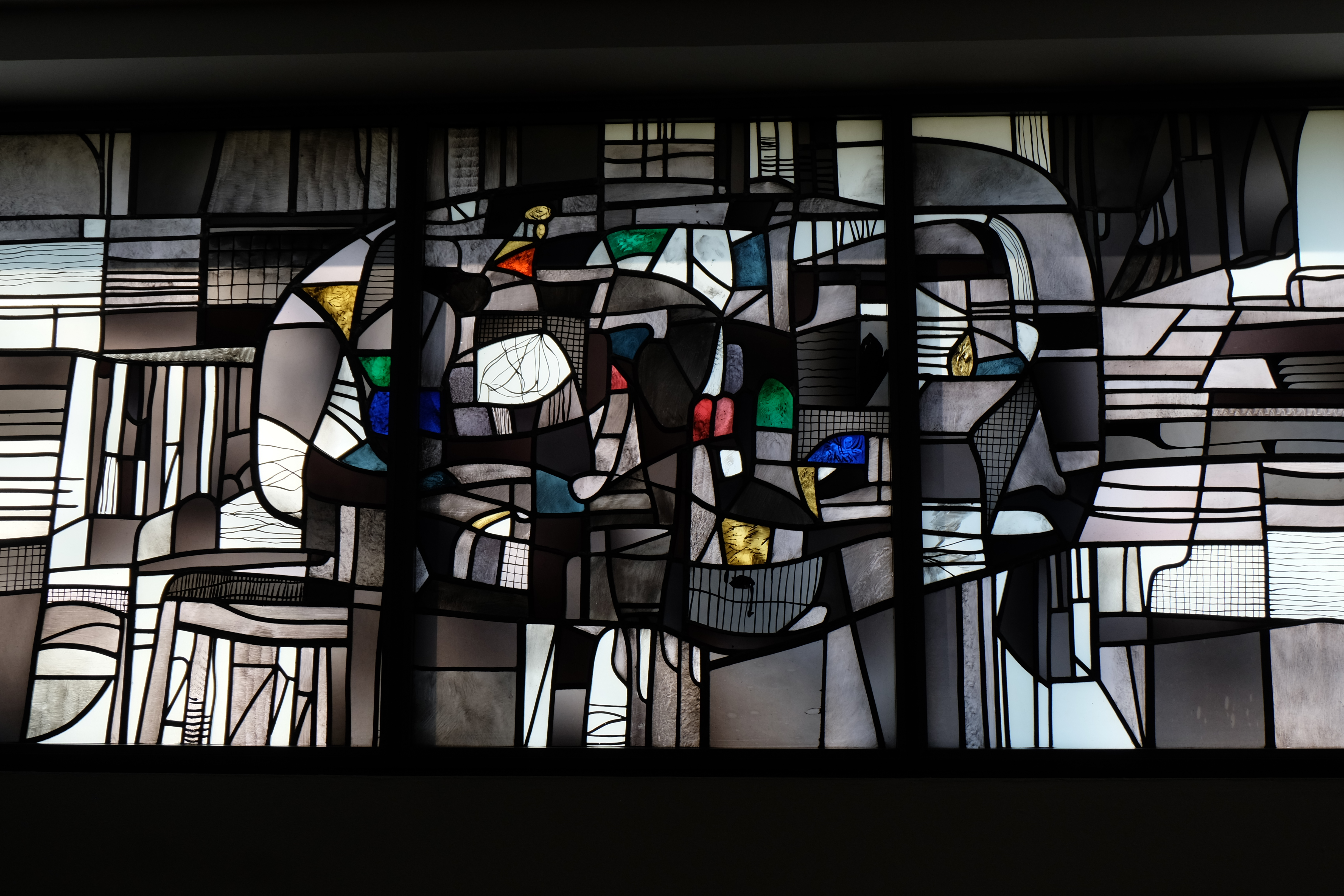
Detail Glasfenster
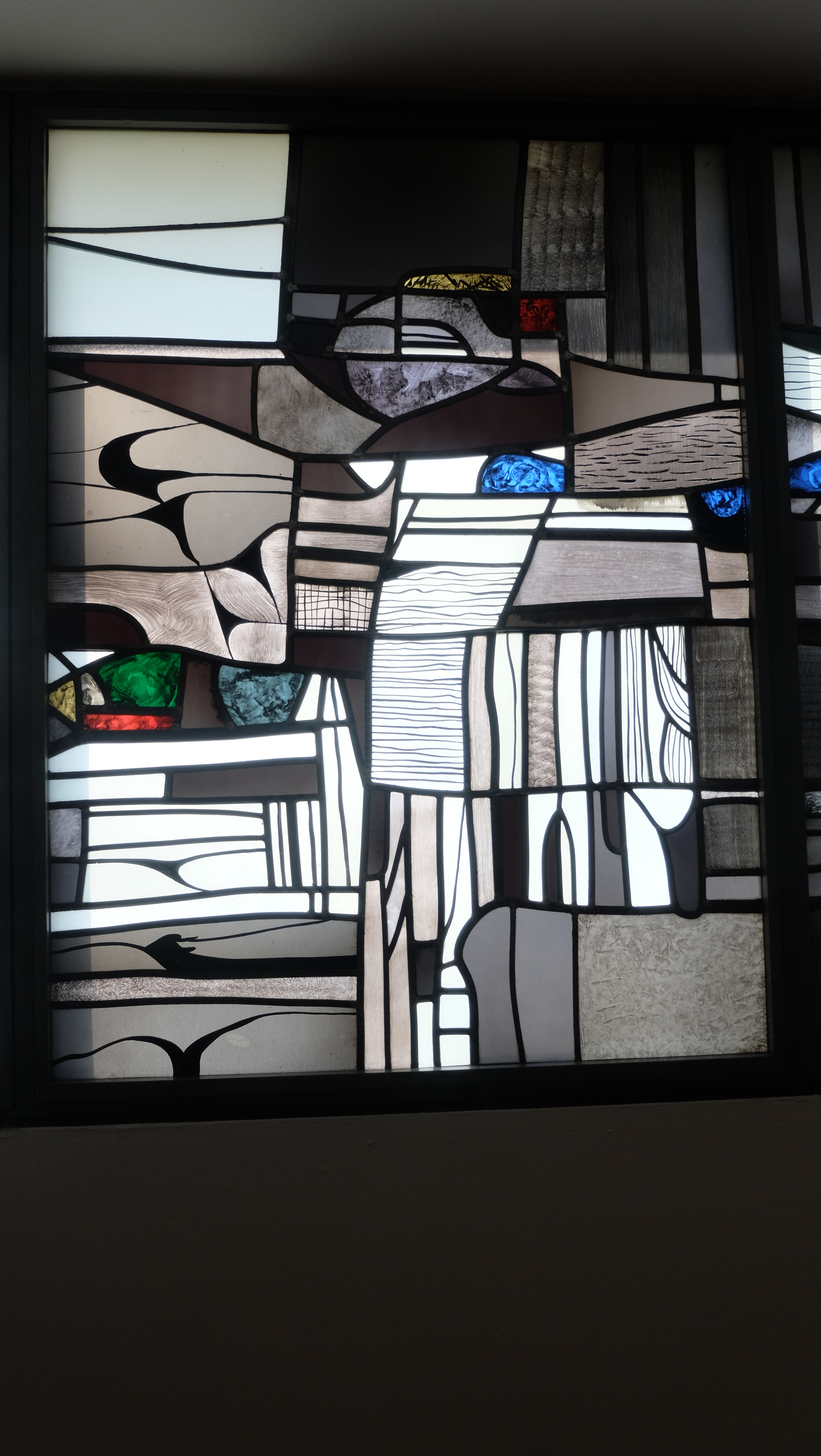
Detail Glasfenster
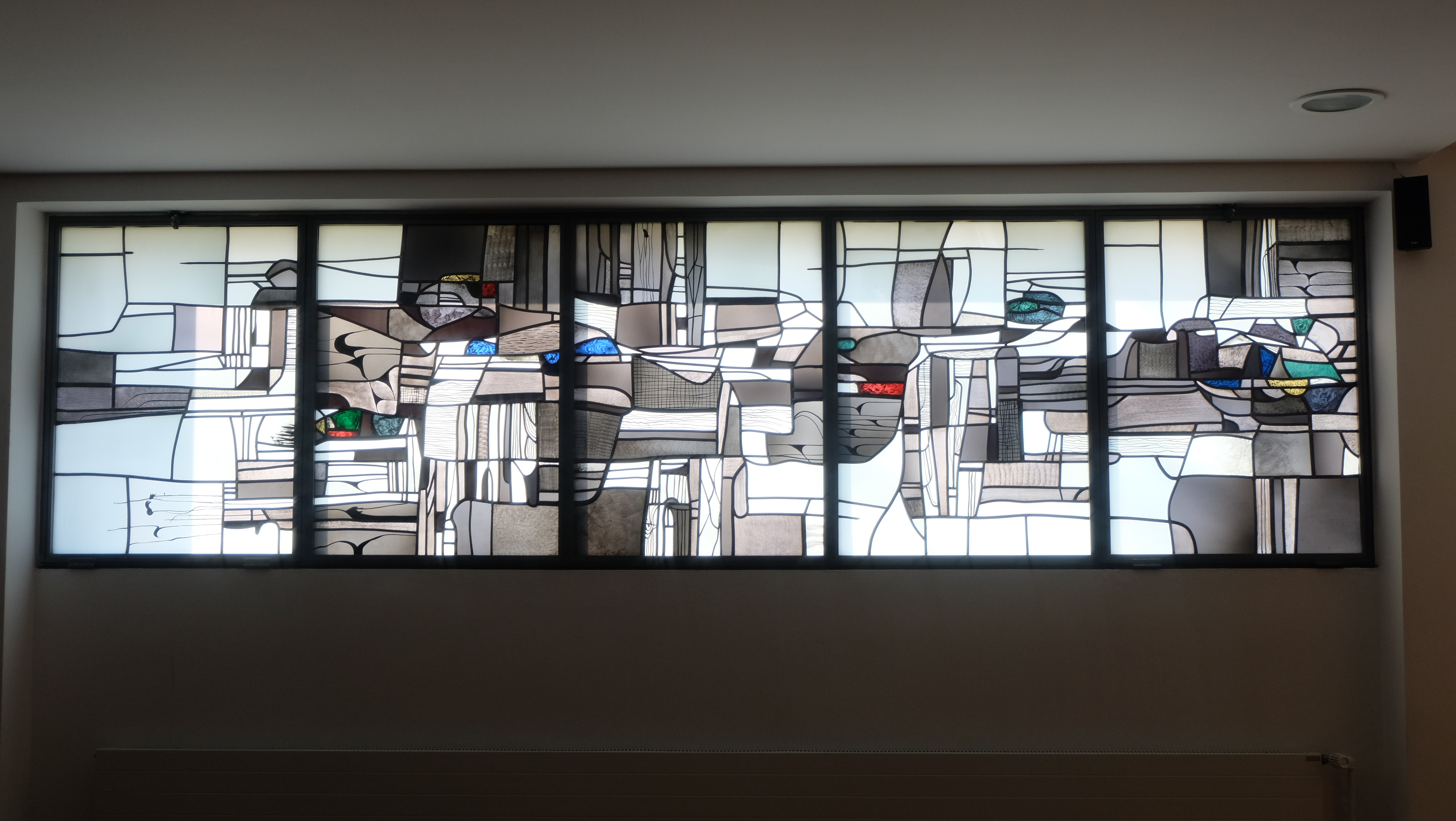
Glasfenster Kapelle

### Orgeln

#### Mayer 1989

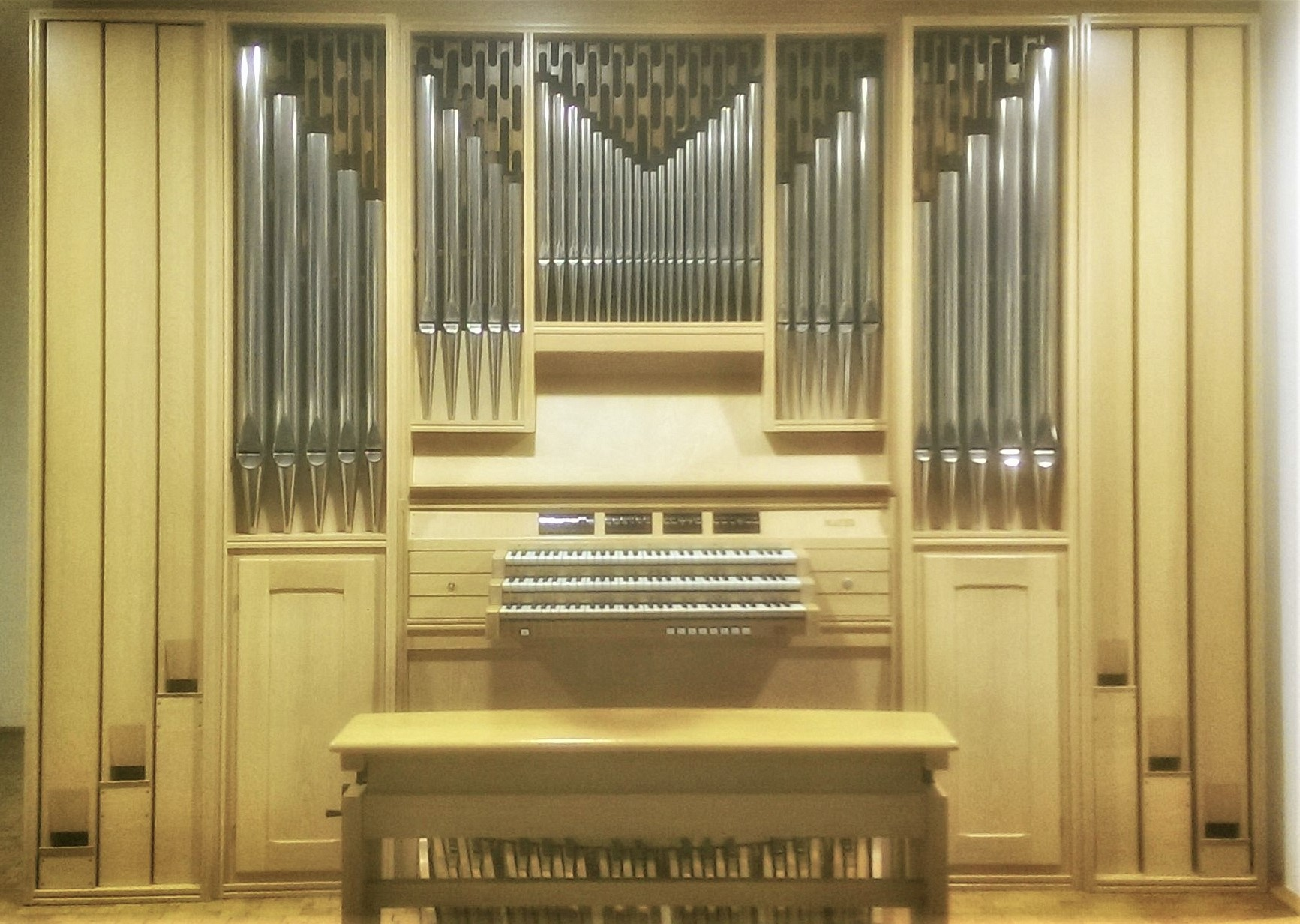
Mayer-Orgel in der Kapelle

Standort: Internat/Untergeschoss, Johann-Nepomuk-Neumann-Kapelle

Der Neubau des Instruments erfolgte 1989 durch Hugo Mayer Orgelbau, Heusweiler für die Hochschule für Musik Würzburg. 2013 Erwerb und Transfer an den jetzigen Ort.
| I. Manual C–c4 |                 |     |
| 1.             | Bourdon         | 16′ |
| 2.             | Holzflöte       | 8′  |
| 3.             | Ital. Principal | 4′  |

| II. Manual (im SW) C–c4 |                |       |
| 4.                      | Rohrflöte      | 8′    |
| 5.                      | Gemshorn       | 2′    |
| 6.                      | Sesquialter II | 2 ⁄3′ |
| 7.                      | Cornett IV     | 4′    |
|                         | Tremulant      |       |

| III. Manual (im SW) C–c4 |                 |       |
| 8.                       | Bourdon         | 8′    |
| 9.                       | Spillflöte      | 2′    |
| 10.                      | Larigot         | 1 ⁄3′ |
| 11.                      | Plein Jeu III-V | 2′    |
| 12.                      | Trompette       | 8′    |
|                          | Tremulant       |       |

| Pedal C–g1 |                 |     |
| 13.        | Bourdon         | 16′ |
| 14.        | Holzflöte       | 8′  |
| 15.        | Ital. Principal | 4′  |
| 16.        | Trompette       | 8′  |

- Koppeln: II/I, III/1, III/II, III/16′, I/P, II/P, III/P
- Spielhilfen: 16-facher Setzer
- mechanische Schleiflade, Trompette C–g′ elektrische Kegellade, Koppeln elektrisch

#### Steinmeyer 1969

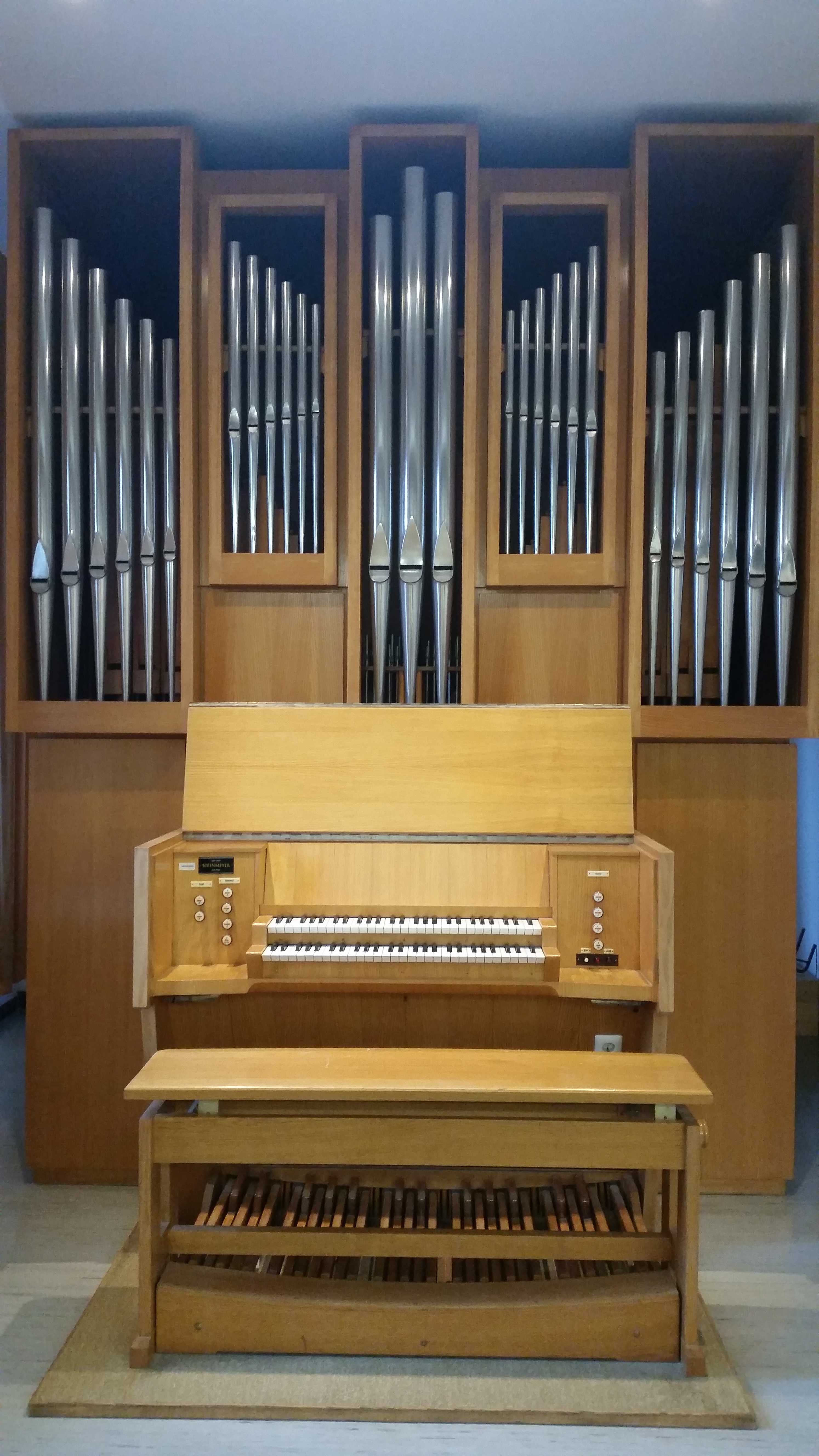
Steinmeyer-Orgel im kleinen Musiksaal

Standort: Hauptgebäude, Kleiner Musiksaal (4. OG)

Der Neubau des Instruments erfolgte 1969 durch G. F. Steinmeyer & Co., Oettingen als „Opus 2215“ im Auftrag der Schule.
| I. Manual C–g3 |            |       |
| 1.             | Gedackt    | 8′    |
| 2.             | Prinzipal  | 4′    |
| 3.             | Blockflöte | 2′    |
| 4.             | Mixtur IV  | 1 ⁄3′ |

| II. Manual C–g3 |            |       |
| 5.              | Rohrflöte  | 8′    |
| 6.              | Spitzflöte | 2′    |
| 7.              | Prinzipal  | 2′    |
| 8.              | Quinte     | 1 ⁄3′ |

| Pedal C–f1 |         |     |
| 9.         | Subbass | 16′ |
| 10.        | Pommer  | 4′  |

- Koppeln: II/I, I/P, II/P
- mechanische Schleiflade

#### Übe-Orgel (Müller 2017)

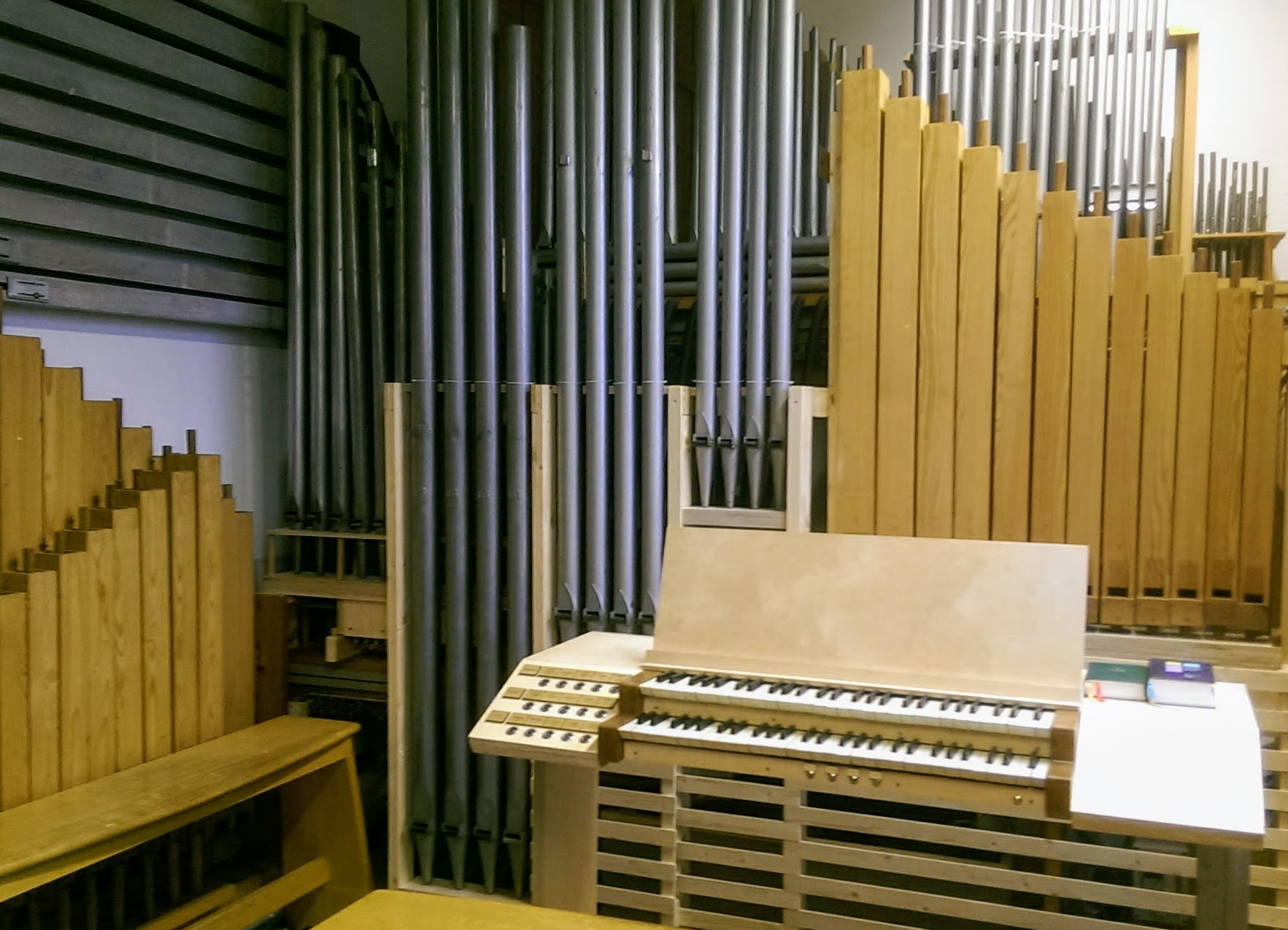
Matthias-Grünewald-Gymnasium Würzburg, Übeorgel in Raum 446

Standort: Hauptgebäude, Raum 446 (4. OG)

An diesem Standort befand sich eine pneumatische Orgel aus der Kapelle des ehemaligen Schulgebäudes am Wittelsbacherplatz. Eine Reparatur des ungünstig disponierten, zu lauten und undichten Instrumentes lohnte nicht mehr, sodass man sich um 2014 entschloss, es in seine Einzelteile zu zerlegen und mit veränderten Registern, neuem Spieltisch und elektrifizierter Traktur neu aufzubauen. Alle Arbeiten wurden vom Orgeldozenten der Schule unter Mitwirkung einzelner Schülerinnen und Schüler seiner Orgelklassen ausgeführt. Im Dezember 2017 wurde das Instrument fertiggestellt, gestimmt und intoniert. Das äußere Erscheinungsbild wurde bewusst offen belassen, um den Werkstattcharakter zu betonen. „Entstanden ist ein romantisches Instrument, das die Orgellandschaft am Matthias-Grünewald-Gymnasium mit der Neobarock-Orgel im Kleinen Musiksaal und der dreimanualigen Universalorgel in der Kapelle des Internates um eine weitere Musikepoche bereichert.“
| I. Manual C–g3 |                 |    |
| 1.             | Viola da Gamba  | 8′ |
| 2.             | Flute á Neubeck | 8′ |
| 3.             | Gemshorn        | 4′ |

| II. Manual C–g3 |                  |    |
| 4.              | Lieblich Gedeckt | 8′ |
| 5.              | Salicional       | 8′ |
| 6.              | Unda maris       | 8′ |
| 7.              | Violine          | 4′ |

| Pedal C–f1 |            |     |
| 8.         | Subbass    | 16′ |
| 9.         | Salicional | 8′  |
| 10.        | Violine    | 4′  |

- Koppeln: II/I, II/I sub, II super, I/P, II/P
- Traktur elektrisch, mechanische Schleiflade

## Ehemalige

### Bekannte Schüler
- Kathrin Bringmann (* 1977), Mathematikerin[31]
- Eva-Maria Höckmayr (* 1979), Regisseurin[32][33]
- Stefan David Hummel (* 1968), Komponist, Musiker und Kulturmanager[34][35]
- Claus Kühnl (* 1957), Komponist[36]
- Ernst Oestreicher, Ehrenbundesdirigent des Nordbayerischen Musikbundes, Gründer und musikalischer Leiter des nordbayerischen Jugendblasorchesters[37][38]
- Peter Roos (* 1950), Schriftsteller und Journalist
- Chan-jo Jun (* 1974), Rechtsanwalt
- Ann-Helena Schlüter (* 1976), Pianistin und Organistin[39]
- Karin Schubert (* 1967), Fernsehmoderatorin
- Volker Freiherr Truchseß von und zu Wetzhausen (1936–2024), Verwaltungsjurist, MdL

### Schulleiter
- 1946–1955: Ludwig Pollmann (Würzburger LBA)
- 1955–1974: Erich Hock (* 1912; † 1974)[40]
- 1974–1986: Heinrich Pleticha (* 1924; † 2010)[41]
- 1986–2001: Dietger Reinhold (* 1938; † 2015)[42][43]
- 2001–2015: Walter A. Neubeck (* 1950)[44]
- 2015–2022: Martin Sachse-Weinert (* 1964)[45]
- 2022-heute: Holger Saurenbach (* 1974)